# Бронепалубные крейсера типа «Атланта»
Бронепалубные крейсера типа «Атланта» (англ. Atlanta) — первые бронепалубные крейсера американского флота. Стали также первыми кораблями «Нового флота» (англ. New Navy). Строились по указу Конгресса США от 3 марта 1883 года. Всего были построены две, несколько отличающиеся единицы: «Атланта» (англ. Atlanta) и «Бостон» (англ. Boston). Вместе с бронепалубным крейсером «Чикаго» (англ. Chicago) и посыльным судном «Долфин» (англ. Dolfin) составили первую четвёрку кораблей возрождаемого флота, известную как «Азбука» или Squadron of Evolution.

## Проектирование

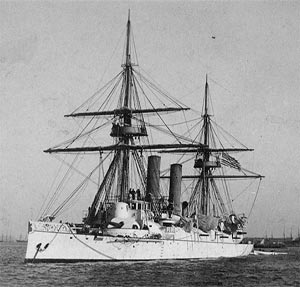
Бронепалубный крейсер «Бостон».

Вскоре после окончания Гражданской войны, США отказались от серьёзного развития флота. Начиная с 1874 года в стране не было заложено ни одного нового военного корабля. Это привело к стремительному упадку американского флота. Если в 1865 году у США имелось около 600 боевых кораблей, то к 1881 году флот мог выставить только 26 боеготовых единиц, из них лишь 4 со стальной конструкцией. Между тем в 1880-х годах происходил существенный рост флотов стран Южной Америки, которая рассматривалась правящими кругами США как «американский задний двор». Кроме того, сохранялась возможность конфликта с одной из европейских держав, и США значительно уступали многим из них в военно-морской мощи. Нетерпимость подобного положения вещей привела к строительству с 1883 года «Нового флота».
Поскольку американские моряки всегда имели особое пристрастие к кораблям крейсерского класса, логично было начать строительство флота именно с них. Однако несмотря на значительную промышленную мощь, судостроительная отрасль США после долгого перерыва не имела ни опыта проектирования, ни опыта строительства современных военных кораблей. Поэтому пришлось первоначально ограничится очень скромными по мировым меркам проектами. Все подряды на строительство первых четырёх кораблей отдали фирме «Джон Роуч» из Честера (Пенсильвания) не имевшей никакого опыта военного кораблестроения. Установкой вооружения был вынужден заниматься казённый военно-морской арсенал.

## Конструкция

### Корпус
Крейсера типа «Атланта» имели сравнительно короткий корпус. Высота надводного борта не обеспечивала должной мореходности и корабли уже на скорости 13 узлов сильно заливались водой. Оба корабля имели парусное вооружение брига.

### Силовая установка
Силовая установка питалась паров от восьми цилиндрических огнетрубных котлов. Одна паровая машина, что само по себе было анахронизмом, принадлежала к уже устаревающему типу горизонтальных машин «компаунд». Скорость «Атланты» и «Бостона» оказалась совершенно не крейсерской и составляла у первого 13 узлов, у второго 14. Запас угля составлял 490 тонн.

### Бронирование
Защита крейсера обеспечивалась прежде всего плоской броневой палубой толщиной 37 мм. Её протяжённость составляла всего лишь чуть более 30 м и она прикрывала лишь отсеки силовой установки. Скосов к бортам броневая палуба не имела. Невысокие барбеты имели толщину 51 мм.

### Вооружение

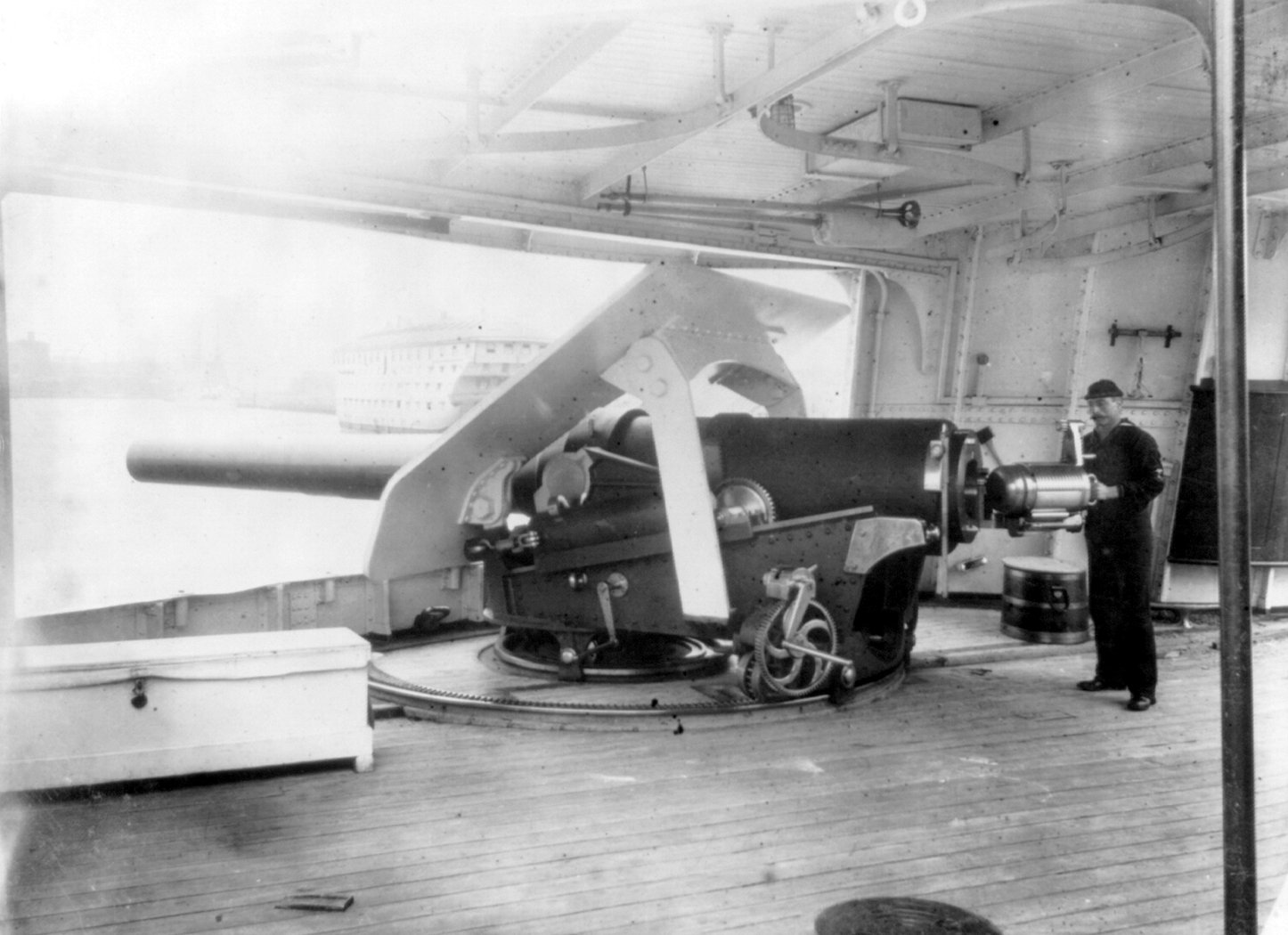
152-мм орудие Mark I на крейсере «Атланта».

Главным калибром крейсеров типа «Атланта» стали 203-мм орудия Mark I, разработанные в 1883 году и имевшие длину ствола 30 калибров. Масса орудия составляла 18 200 кг, оно стреляло бронебойными снарядами весом 118 кг с начальной скоростью 610 м/с. Дальность стрельбы при угле возвышения 20° достигала 12 800 м. Скорострельность при особо благоприятных условиях составляла 1 выстрел в минуту, фактически не превышало 1 выстрела в две минуты. Орудия находились под прикрытием невысоких кольцевых барбетов и размещались по одному, в оконечностях корабля. При этом носовое орудие по тогдашней моде было сдвинуто к левому борту, кормовое к правому.
Второй калибр был представлен 152-мм орудиями Mark I также разработанными в 1883 году и имевшими ствол длиной в 30 калибров. Масса орудия составляла 4994 кг, оно стреляло бронебойными снарядами весом 47,7 кг с начальной скоростью 594 м/с. Дальность стрельбы при угле возвышения 15,3° достигала 8230 м. Скорострельность составляла 1,5 выстрела в минуту. Все эти орудия размещались в центральной надстройке, скошенной в форме ромба, зеркально по отношению к 203-мм орудиям.  По одному 152-мм орудию могло вести огонь в оконечности, остальные стояли побортно. 
Прочая артиллерия была представлена маломощными орудиями калибров 57-мм и 37-мм. Последние могли выпускать до 25 снарядов в минуту.
В 1898 году оба крейсера прошли модернизацию. 203-мм и 152-мм орудия заменили более совершенными моделями такого же калибра, с длиной ствола 35 калибров у 203-мм орудий и 40 калибров у 152-мм орудий. Прочее вооружение на крейсерах несколько разнилось. «Атланта» теперь имела шесть 57-мм и четыре 37-мм орудия, а также 4 торпедных аппарата калибром 457 мм. «Бостон» в свою очередь нёс по два орудия калибров 57, 47 и 37 мм, а также 5 пулемётов.

## Служба

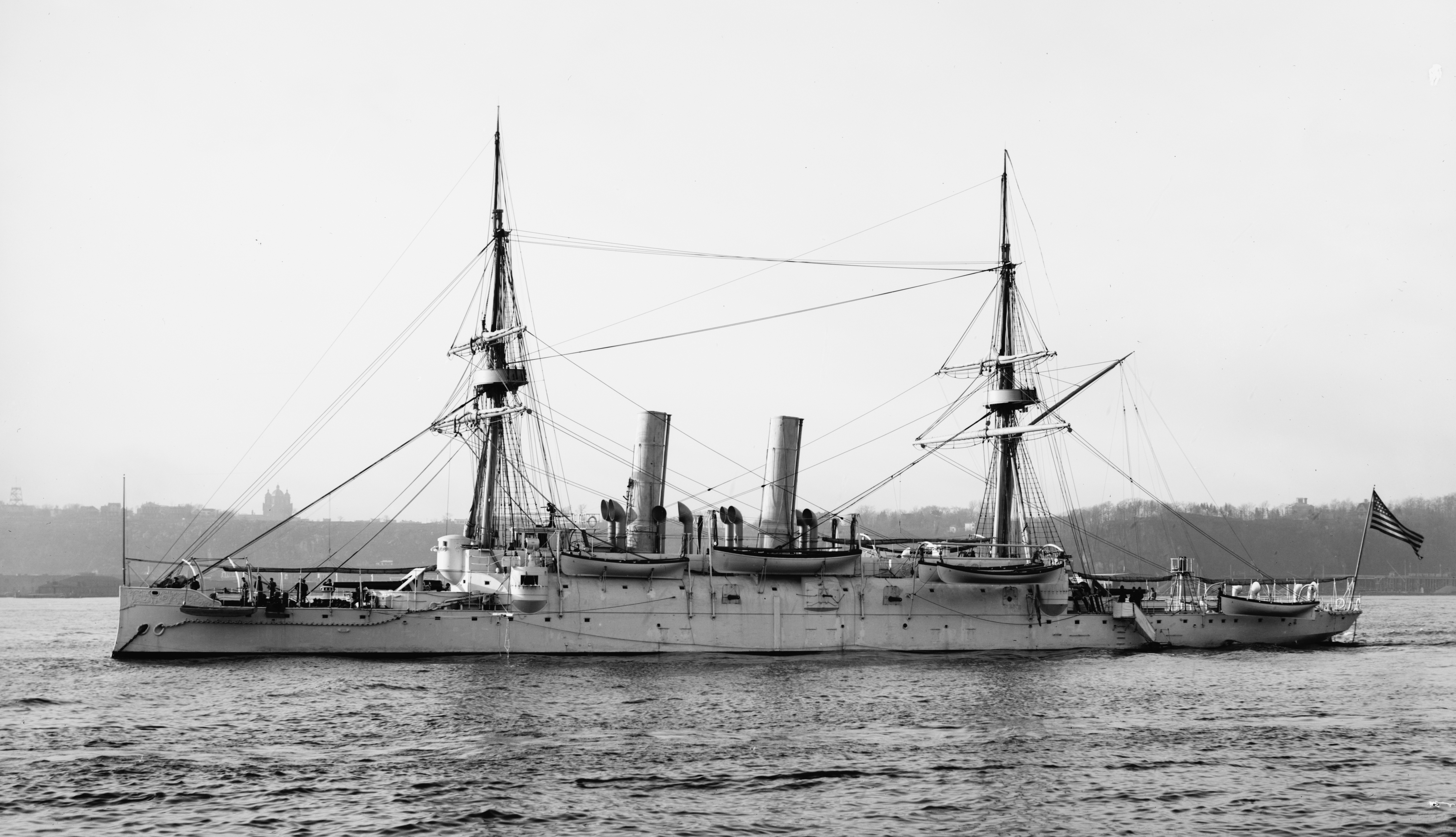
Бронепалубный крейсер «Атланта» после модернизации. 1901 г.

- «Атланта» был заложен 8 ноября 1883 года на верфи «Джон Роуч» (англ. John Roach & Sons) в Честере. На воду крейсер спустили 9 октября 1884 года, достраивали на верфи ВМФ в Нью-Йорке, а в строй он вступил 19 июля 1886 года. В 1898 году крейсер прошёл модернизацию. Парусный рангоут сняли, орудия заменили на более современные системы. в 1905 году «Атланту» превратили в плавучую казарму для экипажей миноносцев. В 1912 году бывший крейсер списали и продали на слом.

- «Бостон» был заложен 15 ноября 1883 года на верфи «Джон Роуч» (англ. John Roach & Sons) в Честере. На воду крейсер спустили 4 декабря 1884 года, достраивали на верфи ВМФ в Нью-Йорке, а в строй он вступил 2 мая 1887 года. В 1898 году «Бостон», как и его систершип, прошёл модернизацию. Парусный рангоут сняли, орудия заменили на более современные системы. В 1911 — 1916 годах крейсер был учебным кораблём в морской милиции штата Орегон. С 1918 года его использовали как приёмное судно в порту Сан-Франциско. В 1940 году бывший крейсер переименовали в «Деспатч» (англ. Despatch). 8 апреля 1946 года он затонул.

## Оценка проекта
Первые американские крейсера вышли весьма неудачными кораблями. Их отличала совсем не крейсерская скорость, слабая защита, недостаточная мореходность. Артиллерия формально выглядела грозной, но являлась нескорострельной. Однако это отражало тогдашнее состояние американского военного кораблестроения. Хотя созданные за рубежом военные корабли обладали заметно более высокими характеристиками, американский Конгресс придавал принципиальное значение постройке флота на отечественных верфях, по отечественным проектам и из отечественных комплектующих. Такой подход привёл к тому, что за короткий срок американское военное кораблестроение вышло на мировой уровень и крейсера типа «Атланта» сыграли в этом скромную, но полезную роль.